# Aitor Same Ekobo
Aitor Same Ekobo Marama, né le 3 janvier 1997 à Fuenlabrada, est un athlète espagnol, spécialiste du sprint.
Né en Espagne d'un père camerounais et d'une mère guinéenne, il devient champion d'Espagne 2018 à Getafe. Il remporte un peu avant le titre espoirs en 10 s 29 à Soria, avant de porter son record à 10 s 16 (avec vent limite de 1,9 m/s) à Getafe, même temps que Patrick Chinedu, le 3e meilleur temps d'un Espagnol, après ceux de Bruno Hortelano (10 s 06) et Ángel David Rodríguez (10 s 14).